# 長野洋
長野 洋（ながの ひろし、1934年1月2日 - 2012年10月26日）は、日本の脚本家。

## 人物
中国・青島市生まれ、小学4年生の時に九州へ引き揚げる（一部では神奈川県川崎市出身としている資料もある）。熊本大学文学部中退。20代の当時、結核で5年ほど療養所生活を送っていたことがあり、退屈な生活の中でたまたま友人が持って来たシナリオ集を読んでいくうち、漠然と「脚本家にでもなれたら」と考えるようになる。その後何のあても無いながらも上京し、様々な職を転々とした後に25歳の時に岡本喜八の元でしばらく居候生活をした後、1963年に『ダイヤル110番』（日本テレビ）にて脚本家デビュー。以後は刑事ドラマや大映ドラマの脚本を主に手掛けた。
刑事ドラマでは主に刑事という職業の過酷な面を前面に押し出した作劇を好んだ。
2012年10月26日、肺炎のため、神奈川県川崎市の病院にて死去。78歳没。
趣味はゴルフ。

## 主な作品

### ドラマ
- ダイヤル110番（1963年）
- 遊撃戦（1966年 - 1967年）
- キイハンター（1968年）
- 五番目の刑事（1969年）
- 独身のスキャット（1970年）
- 太陽にほえろ!（1972年 - 1986年）
- ママはライバル（1972年 - 1973年）
- へんしん!ポンポコ玉（1973年）
- クレクレタコラ（1973年 - 1974年）
- 赤い迷路（1974年）
- 赤い運命（1976年）
- 新・二人の事件簿 暁に駆ける!（1976年）
- 隠し目付参上（1976年）
- 江戸特捜指令（1976年 - 1977年）
- 華麗なる刑事（1977年）
- 赤い絆（1977年 - 1978年）
- 俺たちは天使だ!（1979年）
- 噂の刑事トミーとマツ（1979年 - 1982年）−メインライター
- ザ・ハングマン（1980年 - 1987年）
- 火曜サスペンス劇場
- スクール☆ウォーズ（1984年 - 1985年）
- スタア誕生（1985年）
- 誇りの報酬（1985年 - 1986年）
- 土曜ワイド劇場
- おんな風林火山（1986年）
- 花嫁衣裳は誰が着る（1986年）
- アリエスの乙女たち（1987年）
- 陽あたり良好!（1987年）−シリーズ文芸構成
- ザ・スクールコップ （1988年）
- 松葉杖のラガーマン（1991年）
- 赤い霊柩車（1992年 - 2003年）

### 映画
- 娘ざかり（1969年）
- 幽霊屋敷の恐怖 血を吸う人形（1970年）
- バツグン女子高校生 そっとしといて16才（1970年）
- バツグン女子高校生 16才は感じちゃう（1970年）
- 豹は走った（1970年）
- 二人だけの朝（1971年）
- 恋人って呼ばせて（1971年）
- 雨は知っていた(1971)
- にっぽん三銃士 おさらば東京の巻（1972年）
- にっぽん三銃士 博多帯しめ一本どっこの巻（1973年）
- ルパン三世 念力珍作戦（1974年）
- 裸足のブルージン（1975年）
- お姐ちゃんお手やわらかに（1975年）
- 若い人（1977年）
- 季節風（1977年）
- 幽霊列車（1978年）
- 黄金のパートナー（1979年）